# Casearia zizyphoides
Casearia zizyphoides Kunth – gatunek rośliny z rodziny wierzbowatych (Salicaceae Mirb.). Występuje naturalnie w Kolumbii, Wenezueli, Gujanie, Surinamie, Gujanie Francuskiej oraz Brazylii (w stanie Roraima). 

## Morfologia
PokrójZrzucające liście drzewo lub krzew dorastające do 1–8 m wysokości.
LiścieBlaszka liściowa ma kształt od eliptycznego do podługowatego. Mierzy 3–6 cm długości oraz 2–3 cm szerokości, jest karbowana na brzegu, ma klinową nasadę i ostry wierzchołek. Ogonek liściowy jest nagi i dorasta do 2–3 mm długości.
OwoceMają kulistawy kształt i osiągają 4–5 cm średnicy.

## Biologia i ekologia
Rośnie w lasach częściowo zrzucających liście oraz na sawannach. Występuje na wysokości do 500 m n.p.m.